# Ильягорт (Азовское сельское поселение)
Ильягорт — упразднённая деревня в Шурышкарском районе Ямало-Ненецкого автономного округа России.

## География
Расположена была при впадении протоки Нярхулпосл в обскую протоку Мояхтас.
Находится в 224 км к юго-западу от Салехарда, в 89 км к юго-востоку от районного центра — села Мужи — и в 30 км к югу от бывшего центра сельсовета (сельского поселения) села Азовы.
Ближайшие населенные пункты
Карвожгорт 17 км, Казым-Мыс 21 км, Маша-Лоргорт 21 км.

## Население
| 1989 | 2002 | 2010 |
| ---- | ---- | ---- |
| 2    | ↗7   | ↗8   |

Население на начало 2015 года — 2 человека Площадь 2,8 га.
Плотность населения в существующих границах селения на 2015 год составляет 72 чел./кв. км.
Основное население ранее составляли ханты (100 % по переписи 2002 года).

## История
С 2005 до 2021 гг. деревня входила в состав Азовского сельского поселения.
В конце 2021 года деревня была упразднена.

## Транспорт и экономика
Водный транспорт по реке Обь.
Основная отрасль — рыболовство.